# Cristina Perincioli
Cristina Perincioli   (Berna, 11 de novembre de 1946) és una directora de cinema, escriptora i productora multimèdia suïssa. Se n'anà a viure a Berlín el 1968. Des del 2003 viu a Stücken, a Brandenburg.

## Biografia
Nasqué a Berna, i és la tercera filla del famós escultor Marcel Perincioli, i la seua esposa Hélène Perincioli-Jörns, una artista teixidora. És neta de l'escultor de Berna Etienne Perincioli. El 1968, Cristina Perincioli es traslladà a Berlín per a estudiar en la Deutsche Film- und Fernsehakademie Berlin (Acadèmia Alemanya de Cinema i Televisió). Començà fent documentals (Nixon a Berlín, Ocupació d'una residència d'estudiants, Kreuzberg és nostre, Explosió demogràfica) i llargmetratges. El seu documental de ficció sobre una vaga de dones, For Women: Chapter 1 (Per a dones: Capítol 1), del 1971, és una de les primeres contribucions al cinema feminista de l'Alemanya Occidental; aquesta pel·lícula guanyà el Premi dels Periodistes de Cinema en el Festival Internacional de Curtmetratges d'Oberhausen del 1972. Harun Farocki es referia a ella tot dient: "T'adones de com pot ser de divertit alliberar el coneixement".
El 1969 participà en la revista anarquista agit 883, i cofundà el primer Centre de Dones del moviment lèsbic el 1972 i 1973, i el Centre de Crisi de Violacions el 1977, tots dos a Berlín-Oest. El 1975 escrigué, amb la seua parella Cäcilia Rentmeister, el guió del primer llargmetratge sobre una relació lèsbica produït per a la televisió alemanya (Anna und Edith, ZDF).
El 1977, Cristina Perincioli fundà Sphinx Filmproduktion GmbH, amb Marianne Gassner com a directora de producció. Realitzaren el documental de ficció El poder dels hòmens és la paciència de les dones (ZDF / 1978), que es distribuí també internacionalment. En una entrevista, Cristina Perincioli deia:
“Quan el 1974 vaig veure els primers refugis per a dones maltractades a Anglaterra, vaig començar a entrevistar a Berlín dones sobre violència de gènere i vaig trobar un nivell d'abús insospitat. Nosaltres, dones del moviment de dones i periodistes compromeses, comencem de llavors ençà a mobilitzar el públic amb transmissions de ràdio i televisió i el llibre Violència en el matrimoni. El 1976 s'obri el primer refugi per a dones de Berlín-Oest. El 1978 rodem aquesta pel·lícula amb dones del refugi, que interpretaven les seues vivències. La pel·lícula va tenir èxit internacional i va servir per fer costat al moviment de refugis per a dones a Alemanya, Austràlia, Canadà, Estats Units, Suïssa, Àustria, Suècia i l'Índia. El títol esdevingué un eslògan."
Michael Althen descrivia el 2008 l'impacte del documental en el Frankfurter Allgemeine Zeitung com un "... documental de ficció en què les residents del primer refugi per a dones berlinés comenten les seues experiències amb la violència de gènere. No es tracta d'una història personal, sinó de patrons recurrents de violència i penediment per part dels hòmens, de culpa i vergonya per part de les dones, d'experiències humiliants en el treball i de tot el cercle viciós de les dependències socials i emocionals. La pel·lícula és més impactant quan articula el silenci de l'entorn social i la manca de coratge moral.”
Cristina Perincioli també ha publicat treballs de ràdio i llibres. Inspirada per investigacions fetes a Londres (Regne Unit) i Harrisburg (Estats Units), va contribuir al debat públic i a la conscienciació sobre la violència masclista i sobre els riscos de l'energia nuclear.
A partir del 1990 comença a treballar en narracions interactives, i desenvolupa un primer joc d'aventures amb vídeo el 1992, i crea set jocs seriosos d'ordinador ("Loud is Out", "Oh, the Few Drops", "Female, Male - and In-Between", "Culture Tester Rebellion").
Ha fet cursos de producció cinematogràfica en el KIMC Kenya Institute of Mass Communication de Nairobi, i en la Universität der Künste Berlin, i Animació per ordinador en la dffb, a l'Escola de Cinema en Babelsberg, i en l'Acadèmia Merz d'Art i Disseny de Stuttgart, i Disseny Multimèdia en l'Escola de Disseny de Berna i en la de Basilea fins al 1997.
A partir de finals de la dècada dels 1990, Cristina Perincioli utilitzà mitjans interactius per a tractar "temes sensibles" com ara la violència sexual i de gènere. Amb mètodes d'ús accessible com ara Discovery learning, creà plataformes per internet per a assessorar sobre la violència, que han rebut diversos premis i han estat finançats per la Fundació Ambiental Federal Alemanya, la Fundació Deutsche Jugendmarke, el Programa Daphne de la Comissió Europea, i el Ministeri Federal d'Afers de la Família, la Tercera Edat, les Dones i el Jovent d'Alemanya.
El 2015, publicà a Alemanya l'assaig Berlin wird feministisch. Das Beste, was von der 68er Bewegung blieb.
Perincioli descriu els començaments del Segon Moviment Feminista Alemany en els revolucionaris anys 1968-1974 a Berlín Occidental. Amb gran quantitat de documents, 80 fotografies, reflexions i entrevistes a 28 activistes feministes, mostra d'on van traure les idees ella i les seues companyes, així com la força que necessitaven per a posar-les en pràctica. Cristina Perincioli també considera els inicis del moviment feminista com un exemple de com la modernització social s'inicia amb accions de "democràcia directa".
Segons Sonya Winterberg, l'assaig mostra que el Segon Moviment Alemany Feminista té "moltes mares":
"Perincioli... [ofereix] àmplies i entretingudes perspectives sobre els primers moviments feministes i de lesbianes […] Aquest moviment no dogmàtic, de base, autònom i altament creatiu donà lloc a projectes vibrants, centres de dones i grups de lesbianes, alguns dels quals existeixen encara ara. Quan Cristina Perincioli escriu sobre "el millor que restà del moviment del 68", no és una exageració […] Qualsevol que encara cregui que Alice Schwarzer fou la mare del nou moviment de dones i lesbianes faria bé de fer una ullada ací a tot el que succeí entre bastidors".
Claire Horst també remarca aquesta nova perspectiva:
"Quina biografia! Cristina Perincioli relata en primera persona el sorgiment del segon moviment alemany, ja que ella hi fou des del principi [. . . ] I no ignora les guerres territorials i els conflictes dins del moviment. . . [Una altra cosa que fa que] valga la pena llegir-la és la postura autocrítica i sovint humorística que adopta l'autora, sense distanciar-se dels objectius de l'època". Horst també destaca l'escenari de Berlín: "L'obra també pot llegir-se com una història cultural del Berlín alternatiu dels anys 1960 i 1970".

## Reconeixements
El 1972, Cristina Perincioli rebé el Premi dels Periodistes de Cinema en el Festival Internacional de Curtmetratges d'Oberhausen pel seu film (que fou la seua tesi en la dffb) Per a Dones: Capítol 1. Gwendolyn Audrey Foster escriu sobre el seu treball com a directora: "Cristina Perincioli és una figura important en la tradició de Straub, Huillet i Fassbinder..." (en Dones directores de cinema. . . . Una guia internacional, 1995, p. 306).
Li donaren la qualificació més alta en el CD-ROM "Save Selma" (Serious Game: prevenció per a infants sobre el tema de l'abús sexual) en Feibel's “Programari For Children”-Ràtings 1999 i 2000.
Per la seua plataforma "www.4uman.info" per a prevenir la violència en les relacions (en anglés i alemany), Cristina Perincioli rebé el Premi Securitas pel "caràcter innovador de la pàgina electrònica en la prevenció de la violència" en el 6é Dia de Prevenció del Delicte de Berlín 2005.
El seu lloc www.spass-oder-gewalt.de sobre la prevenció de la violència sexual entre els joves rebé el 2007 el Premi Thuringian Women Media Award.

## Obra

### Pel·lícules
- Striking my Eyes, Bern/Schweiz (1966)
- Nixon Visit and Highschool Fight (Weekly Newsreel Collective) (1968)
- Occupation and Self-Administration of a Student Residence (with Gisela Tuchtenhagen) (1969)
- For Women: Chapter 1 (guionista i directora), documental de ficció (1971)
- Kreuzberg is Ours (1972)
- Women Behind the Camera (coguionista) (1972)
- Anna and Edith (llibre, escrit amb Caecilia Rentmeister), Feature Film, ZDF-TV (1975). Publicat en DVD per Edition Salzgeber
- The Power of Men is the Patience of Women (escriptora, directora, productora), ZDF-TV (1978). Publicat en DVD.
- Population Explosion, KIMC Nairobi, Kenya (1985)
- With Woman's Weapons (1986)

### Obra escrita (selecció)
- Entrevistes sobre "Domestic Violence: Casis of Abuse" (Alemanya), i reportatges i entrevistes sobre “Life in the Women´s Shelter in England", en: Sarah Haffner (Ed.): Gewalt in der Ehe, und was Frauen dagegen tun Wagenbach, Berlin 1976
- Women of Harrisburg, Or: We don't let Us Talk Out of Fear, Rowohlt, Reinbek 1980, amb edicions addicionals en 1986, 1991.
- Eye and Ear – Computer and Creativity. A Compendium of Computer Graphics, Animation, Music and Vídeo, coescritora (Cillie) Cäcilia Rentmeister, DuMont, Cologne 1990
- "From Anarchism and Lesbianism to the Women's Center. Why had the Tomato to Fly sota Far?", en: Heinrich Boell Foundation and the Feminist Institute (HGIN): How Far was Flying the Tomato? A Reflective Gal·la of the Women of 68, Boell, Berlin 1999.
- Berlin wird feministisch. Das Beste, was von der 68er Bewegung blieb, Querverlag, Berlin 2015.

### Pàgines web
- feministberlin1968ff.de – Versió completa en anglès del llibre de Cristina Perincioli Berlin Goes Feminist. Anarquisme - Lesbianisme - Feminisme (Berlin wird feministisch. Des Beste, fou von der 68er Bewegung blieb), Berlín 2015
- www.save-selma.de – Estratègies d'exempció de l'abús sexual. Per a gent jove
- www.gewaltschutz.info – Informació per a víctimes de violència domèstica i per a consellers. Lloc web en set idiomes: anglès, alemany i altres cinc idiomes
- www.ava2.de – "Anti Violence Awareness": Informació, eines i vídeos per a nous mètodes d'intervenció en violència de gènere, assistència més eficaç i programes per a delinqüents, per a la policia, l'assistència sanitària i social, els consells i els representants de les dones
- www.4uman.info – Violència en les relacions: sensibilització i informació per a homes. En anglès i alemany
- www.spass-oder-gewalt.de – Prevenció de la violència sexual entre els joves: Plataforma d'aprenentatge per a joves
- www.weiss-die-geiss.de - Wiki trinacional de cabres lleteres
- www.perincioli.ch – Escultors Perincioli. 100 anys de vida i obra a Berna, Suïssa - Obres, biografies, registres i recepció d'Etienne i Marcel Perincioli.